# Здравко Катић
Здравко Катић (Доњи Бродац, код Бијељине, 23. фебруар 1929 – Приштина, 7. мај 1992) био је позоришни редитељ и глумац.

## Биографија
Основну и средњу школу учио је у Бијељини. После завршене средње уметничке школе добија стипендију Владе БИХ за студије на Академији за позоришну уметност у Београду, на којој, захваљујући таленту, већ од друге године бива ангажован у својству асистента редитеља у Београдском драмском позоришту. Био је помоћник редитеља Предрага Динуловића и Марка Фотеза. Не одазива се захтеву Министарства просвете и културе НР БИХ да одради своју стипендију у неком од босанских позоришта, већ прихвата алтернативу – ангажман у Обласном народном позоришту у Приштини. У сезони 1952/53. у овом позоришту затиче младе редитеље Славољуба Стефановића Равасија и Бошка Пиштала и сценографа Петра Пашића. Директор позоришта Милутин Јаснић је у то време настојао да Српску и Албанску драму стави на чврсте ноге, окупљајући младе талентоване глумце из косовскометохијских аматерских позоришта и ангажујући тек свршене академце с београдске Академије за позоришну уметност. Неке од њих шаље на усавршавање у Београд (Мухарем Ћена, Абдурахман Шаља, Истреф Беголи...). Сви они су радили у обема драмама, помажући тако да драма на албанском језику формира свој глумачки кадар.

## Позоришни рад
Елементарни услови живота у то време у Приштини су били такви да је већина глумаца Српске драме принуђена да буде смештена у позоришним просторијама, које су неприкладне за живот. То је условило да Катић убрзо напусти сцену и проведе неколико година на лечењу од туберкулозе. 
Глумачки ансамбл у то време чинили су: Бранка Белић, Татјана Бермел, Олга Мандрапа, Маца Динуловић, Драгица Пашић, Ружица Ђокић, Љубица Димић Милетић, Анкица Миленковић, Лидија Булајић, Јездимир Томић, Екрем Чехајић, Жика Миленковић, Лајош Балог и други.
Здравко Катић је режирао представе и у Српској и у Албанској драми, драматизовао текстове и играо улоге. Прва његова режија била је представа „Без кривице криви“ по тексту Николаја Островског, у Српској драми, чија је премијера одржана 23. октобра 1954. године, потом ће, у истој сезони, режирати „Дунда Мароја“ Марина Држића (премијера 6. јануара 1955. године). Током каријере поставиће на сцену и Држићев „Скуп“ и „Манде“. Затим следе режије дела: „Стаклена менажерија“ Т. Вилијамса, „Туђе дете“ Валентина Шваркина, „Дом тишине“ М. Беловића и Ј.Ћирилова, „Испектор је дошао“ Џ. Пристлија, „Не тугуј, бронзана стражо“ Бранка Ћопића,  „Хасанагиница“ М. Огризовића, „Старац“ Максима Горкога, „Црвено и плаво у дуги“ Бранка Бауера и друга. Поставиће на сцену и добар број представа за децу. 
У Албанској драми поставиће на сцену знатан број дела, између осталих и „Коштану“ Боре Станковића, те „Заједнички стан“ Драгутина Добичанина у то време врло актуелан комад. У исто време у приштинском позоришту стално су режирали и Слободан Попић и Бошко Пиштало, а играо је глумац и писац Велимир Суботић. Катић је режирао и радио-драме за драмски програм Радио Приштине. На жалост, болест га је пратила током целог радног века. Ситуација у позоришту, после одласка Милутина Јаснића се из основа мења, Српска драма полако буде маргинализована и Здравко Катић резигниран напушта сцену и у четрдесетој години живота одлази у пензију. Умро је 7. маја 1992. године и сахрањен на Православном гробљу у Приштини.